# Atletiek op de Paralympische Zomerspelen 2024 - Kogelstoten mannen F11
Het Kogelstoten voor mannen klasse F11 op de Paralympische Zomerspelen 2024 vond plaats op 2 september in het Stade de France. Deze klasse is voor blinde atleten die volledig blind zijn of licht waarnemen, maar niet in staat zijn om de vorm van een hand op enige afstand te zien. De winnaar van 2020 was Mahdi Olad uit Iran. Hij werd in 2024 opgevolgd door zijn landgenoot Amirhossein Alipour Darbeid, het zilver was voor Mahdi Olad en Alvaro del Amo Cano uit Spanje won de bronzen medaille.

## Records
Voorafgaand aan het toernooi waren dit het wereldrecord en het Paralympisch record.
| Wereldrecord        | Spanje David Casinos Sierra | 15.26 | Sydney | 20 oktober 2000 |
| Paralympisch record | Spanje David Casinos Sierra | 15.26 | Sydney | 20 oktober 2000 |

## Uitslag
| Rang   | Atleet                      | Atleet | #1    | #2    | #3    | #4    | #5    | #6    | Resultaat | Bijz. |
| ------ | --------------------------- | ------ | ----- | ----- | ----- | ----- | ----- | ----- | --------- | ----- |
| Goud   | Amirhossein Alipour Darbeid | IRI    | 13.94 | 14.71 | 14.46 | 14.46 | 14.78 | 14.72 | 14.78     |       |
| Zilver | Mahdi Olad                  | IRI    | 13.52 | 13.89 | 13.51 | 12.02 | 13.59 | 13.83 | 13.89     |       |
| Brons  | Alvaro del Amo Cano         | ESP    | x     | 12.00 | x     | 13.33 | 13.38 | x     | 13.38     |       |
| 4      | Igor Baskakov               | NPA    | 12.36 | 13.12 | 12.72 | 13.19 | 13.29 | 13.03 | 13.29     |       |
| 5      | Alessandro Rodrigo da Silva | BRA    | 12.07 | 12.86 | x     | x     | x     | 11.63 | 12.86     |       |
| 6      | Miljenko Vucic              | CRO    | x     | 12.09 | 12.33 | 11.93 | 12.27 | 11.46 | 12.33     |       |
| 7      | Oney Tapia                  | ITA    | x     | 11.64 | x     | x     | x     | 12.12 | 12.12     |       |
| 8      | Ongiou Timeon               | KIR    | x     | 6.46  | 6.29  | 6.17  | x     | 5.84  | 6.46      |       |